# Saprinus subvirescens
Saprinus subvirescens är en skalbaggsart som först beskrevs av Édouard Ménétries 1832.  Saprinus subvirescens ingår i släktet Saprinus och familjen stumpbaggar. Inga underarter finns listade i Catalogue of Life.